# ポピー (人工衛星)
ポピー(Poppy)はアメリカ国家偵察局(NRO)が運用していた人工衛星。ソ連のレーダーの電子情報収集(ELINT)を行う衛星であり、1962年から1971年にかけて打ち上げられた。

## 概要
ポピーはNROのC計画内でアメリカ海軍調査研究所(NRL)が研究していたGRAB・ELINT計画が発展したものであった。収集した電子情報はアメリカ国家安全保障局(NSA)に提供され、NSAが電子情報を解析・報告する運用となっていた。
ポピーの存在は2005年9月にNROが機密指定を解除したことにより明らかにされた。しかし、その能力や詳細な運用については未だ機密とされている。
1962年から1971年にかけてヴァンデンバーグ空軍基地より7機が打ち上げられ、全て打ち上げ成功している。ポピーは1977年まで運用された。
| 名称       | 打ち上げ日     | NSSDC ID                                                   | 別名                      | 打ち上げ機材      |
| ---------- | -------------- | ---------------------------------------------------------- | ------------------------- | ----------------- |
| ポピー 1号 | 1962年12月13日 | 1962-067A or 1962-BETA-TAU-1, 1962-067C or 1962-BETA-TAU-3 | NRL-PL 120, NRL PL 121    | ソー・アジェナD   |
| ポピー 2号 | 1963年6月15日  | 1963-021E                                                  | NRL PL 112                | ソー・アジェナD   |
| ポピー 3号 | 1964年1月11日  | 1964-001E                                                  | NRL PL 135                | TAT・アジェナD    |
| ポピー 4号 | 1965年3月9日   | 1965-016A                                                  | NRL PL 142                | ソー・アジェナD   |
| ポピー 5号 | 1967年5月31日  | 1967-053G, 1967-053H                                       | NRL PL 151, NRL PL 153    | ソー・アジェナD   |
| ポピー 6号 | 1969年9月30日  | 1969-082D, 1969-082E, 1969-082F, 1969-082G (OPS 7613)      | NRL PL 162, 163, 161, 164 | ソラド・アジェナD |
| ポピー 7号 | 1971年12月14日 | 1971-110A, 1971-110C, 1971-110D, 1979-110E (OPS 7898)      | NRL PL 171, 172, 173, 174 | ソラド・アジェナD |